# سونيك سي دي
سونيك سي دي (بالإنجليزية: Sonic CD ؛ باليابانية: ソニックCD)هي لعبة فيديو من نوع منصات صدرت في عام 1993 لجهاز سيجا ميجا سي دي، وهي من تطوير سونيك تيم ونشر شركة سيجا. تُعد اللعبة تطورًا جديدًا ومستقلًا عن القنفذ سونيك 2، حيث أضافت ميكانيكيات جديدة مثل السفر عبر الزمن التي تتيح للاعبين استكشاف نسخ متعددة من المستويات مع اختلافات في التصاميم والموسيقى والرسومات. كما تظهر في هذه اللعبة لأول مرة شخصية آيمي روز، إضافة إلى ظهور ميتل سونيك، أحد الأعداء الجدد في السلسلة. تتميز اللعبة أيضًا باستخدام صيغة MP3 في الساوندتراك، مع مشاهد رسوم متحركة من إنتاج توي أنيميشن، مما يجعلها تجربة فنية بصرية وصوتية مميزة.
بدأت لعبة سونيك سي دي كنسخة محدثة من لعبة سونيك القنفذ (1991) لجهاز سيجا ميجا درايف، لكنها تطورت لتصبح مشروعًا منفصلًا. بقيادة ناوتو أوشيما، أحد منشئي شخصية سونيك، سعى المطورون لإظهار القدرات التقنية لجهاز سيجا ميجا سي دي، حيث تضمّن ذلك مشاهد رسوم متحركة من إنتاج استوديو استوديو جينيو وموسيقى بجودة CD. كان الساوندتراك مستوحى من موسيقى الهاوس والتكنو، ما منح اللعبة طابعًا موسيقيًا عصريًا يعكس اتجاهات الموسيقى الإلكترونية السائدة في التسعينات.

## روابط خارجية
- سونيك سي دي على موقع IMDb (الإنجليزية)